# デコピン (犬)
デコピン（2023年 - ）は、大谷翔平が飼っている犬（コーイケルホンディエ）である。性別は雄。国籍はアメリカと日本。英語名はDecoy（ディコイ）。ロサンゼルス・ドジャースや大谷翔平の広報活動に参加しており、ファンの間では定番の存在として親しまれ、チームの「最も価値のある子犬」と評されている。

## 来歴
デコピンの両親はアメリカのドッグショーで活躍しているエリート犬である。
2023年の9月に大谷が右肘のトミージョン手術後に野球好きのドッグブリーダーからの紹介がキッカケで飼い始め、2023年11月にMVP発表の際に大谷と一緒に登場、2度目の受賞が決まるとハイタッチを交わし、話題になった。12月に行われたドジャースの入団会見で大谷は犬の名前が「デコピン」であると公表した。元の名前は「ディコイ（Decoy）」であり、アメリカ人が呼びやすい名前で紹介していると述べた。大谷はこれまでのインタビューでたびたびデコピンのことを「デコ」と呼んでいる。
ドジャースの日本公式オンラインショップでは、デコピンのTシャツ各種、キャップ、ステッカー等が販売されており、いくつかの商品は完売となっている。

## ドジャースでの広報活動
2024年1月、大谷はデコピンとともに東京の駐日アメリカ合衆国大使館を訪れ、ラーム・エマニュエルからデコピンの顔写真が入ったビザ（査証）をデザインした特大パネルが贈られた。
8月29日（現地時間28日）にはドジャー・スタジアムで行われたロサンゼルス・ドジャース対ボルチモア・オリオールズの試合の始球式に登場することになった。デコピンは3週間ほど始球式の練習を行い、前日に大谷選手はドジャースタジアムのマウンドでデコピンと始球式の練習をしていた。ドジャースからファンに対して、先着4万名限定で大谷がデコピンを抱えたボブルヘッド人形のプレゼントデーが実施され、ファンが殺到したため周辺道路は数キロに渡って渋滞が発生し、球場スタッフすら入場できない異例の事態になったため開門時間を早めることになった。
始球式ではデコピンは大谷に抱っこされながらドジャースベンチから登場し、マウンドから野球ボールを口で銜えながら、捕手の大谷に届け、始球式を成功させた。なおこの試合大谷は先頭打者本塁打と2個の盗塁を決め（42-42）、ドジャースは6対4で勝利した。同じ8月に、アメリカのSNS分析会社「Zoomph」が、デコピンが始球式を務めた様子を投稿したドジャースの公式Xが今季最多7,450万回表示だったと公式Xで発表した。
シーズン終了後の11月にはドジャースの優勝パレードに参加し、ファンの子どもたちと交流した。また、大谷が3度目のMVPを受賞した際には大谷夫妻と共に番組に出演していた。またドジャース側から「MVPup（Most Valuable Pup）」（最も価値のある子犬）がデコピンに贈呈された。また12月にはMLB公式Xにデコピンが「Find Decoy（デコピンを探せ）」というゲーム形式でデコピンを探す動画にも登場した。
オフシーズンには大谷と共にNew balanceの本社があるボストンを訪れたり、ニューヨークにある高級日本料理店「NOBU」を訪れていた。

## コメント

### 大谷翔平
大谷はデコピンについて「この犬種の頭数は減っているので、デコイの人気が高まることでこの犬種の頭数が増えることを期待しています」と「私たちは、この犬の人気に少しでも貢献できたと思っています。デコイ自身もきっと喜んでくれると思います」と残した。
また2024年12月29日に放送されたNHKスペシャルで2024年シーズンで最も幸せなシーンを聞かれ「デコの始球式が成功した時じゃないですかね。冗談抜きに一番緊張してたので。どの打席よりも緊張しました。ウンチしないかなって。(笑)」　と答えた。また、「ファーストピッチはだいぶ僕が緊張してたんですけど。なんとかきれいに決めてくれて良かったなと思います」と心境を語っていた。

### デーブ・ロバーツ
ドジャースの監督であるデーブ・ロバーツはデコピンについて始球式後のインタビューで「始球式をすると聞いて、あんなに躾されていることに驚いたよ。でも彼の犬であることを考えれば驚きはないかもね」と言い、またポッドキャスト番組「On Base」に出演した際に「デコイは私たちのマスコットだと思っている。デコイが2週間ほどで始球式を覚えるのは前例のないことです。もしそれができればデコイは私たちをまた優勝に導いてくれるでしょう」と語った。